# Selaginella eclipes
Selaginella eclipes là một loài dương xỉ trong họ Selaginellaceae. Loài này được W.R. Buck mô tả khoa học đầu tiên năm 1977.